# غيانا في الألعاب الأولمبية
غوايانا في الألعاب الأولمبية تقوم اللجنة الأولمبية الغوايانية بالإشراف في شؤون مشاركة غوايانا في الألعاب الأولمبية، شاركت غوايانا أول مرة في الألعاب الأولمبية في دورة 1948 في لندن في المملكة المتحدة باسم غيانا البريطانية، فازت غوايانا حتى الآن في مشوارها في الألعاب الأولمبية الصيفية بميدالية برونزية واحدة كانت عن طريق الملاكم مايكل أنتوني في دورة موسكو 1980.